# 竹口大紀
竹口 大紀（たけぐち ひろのり、1982年〈昭和57年〉2月10日 - ）は、日本の政治家。鳥取県西伯郡大山町長。

## 経歴
鳥取県西伯郡名和町大字東坪（現・大山町東坪）出身。光徳小学校、名和中学校卒業。国立米子工業高等専門学校卒業。大阪市の建設会社勤務などを経て2009年から大山町議を1期務めた。
2017年の町長選で初当選。2021年、無投票で再選された。2025年、3回目の当選を果たした。

## 人物
実家が海から近いため子供の頃は友達と海で遊び、海で魚を釣って家に持って帰って料理して食べた経験が何度もある。住所は鳥取県西伯郡大山町東坪。

## 政策・主張
- 人口減少対策に取り組み、町民がこれからも住み続け、町外に住んでいる人が戻ってきたいと思える町にする[2]。
- 町民との対話と合意形成を図る努力をする[2]。
- 移住・定住促進、子育て支援に加え、起業支援や雇用創出で地域に仕事を生み出す[6]。地域資源を活用した観光や農林水産業を推進[6]。高齢化に対応した在宅医療や移動支援、買い物環境の整備に取り組む[6]。
- 教育の充実には、地域資源を活用した特色ある学びの提供に加え、子どもから大人までのグローバルな視野を育てる英語教育が大切である[6]。すべての世代の経済的な自立を促し、生活を豊かにするための金融経済教育の強化も重要である[6]。経済的理由で大学進学を断念しないよう、Uターン者への奨学金返還の無償化に取り組むことも検討する[6]。